# Noordwestelijke Congolese laaglandbossen
De Noordwestelijke Congolese laaglandbossen zijn een ecoregio in het Kongobekken en een van de vijf ecoregio's binnen de Congolese regenwouden. Het gebied beslaat Kameroen, Gabon, Congo-Brazzaville en de Centraal-Afrikaanse Republiek. Het grootste deel van het terrein ligt op 300 tot 800 meter boven zeeniveau. Het bevat grote aaneengesloten laaglandbossen.

## Fauna
De ecoregio kent een hoge biodiversiteit met een hoog endemisch gehalte. Het bevat de grootste concentraties westelijke laaglandgorilla's en bosolifanten in Afrika. Andere sleutelsoorten in het gebied zijn onder andere chimpansees, sitatoenga's, bongo's, bosbuffels, reuzenboszwijnen, penseelzwijnen en diverse soorten duikers.

## Bescherming
Het WWF beschouwt het gebied als kwetsbaar. Houtkap, landbouw en de jacht voor bushmeat vormen de grootste bedreigingen voor de habitats en voortbestaan van de soorten in de ecoregio.
Belangrijke nationale parken in de ecoregio zijn onder andere Lobéké in Kameroen, Nouabalé-Ndoki en Odzala-Kokoua in Congo-Brazzaville en Dzanga-Ndoki in de Centraal-Afrikaanse Republiek.